# Behigorri

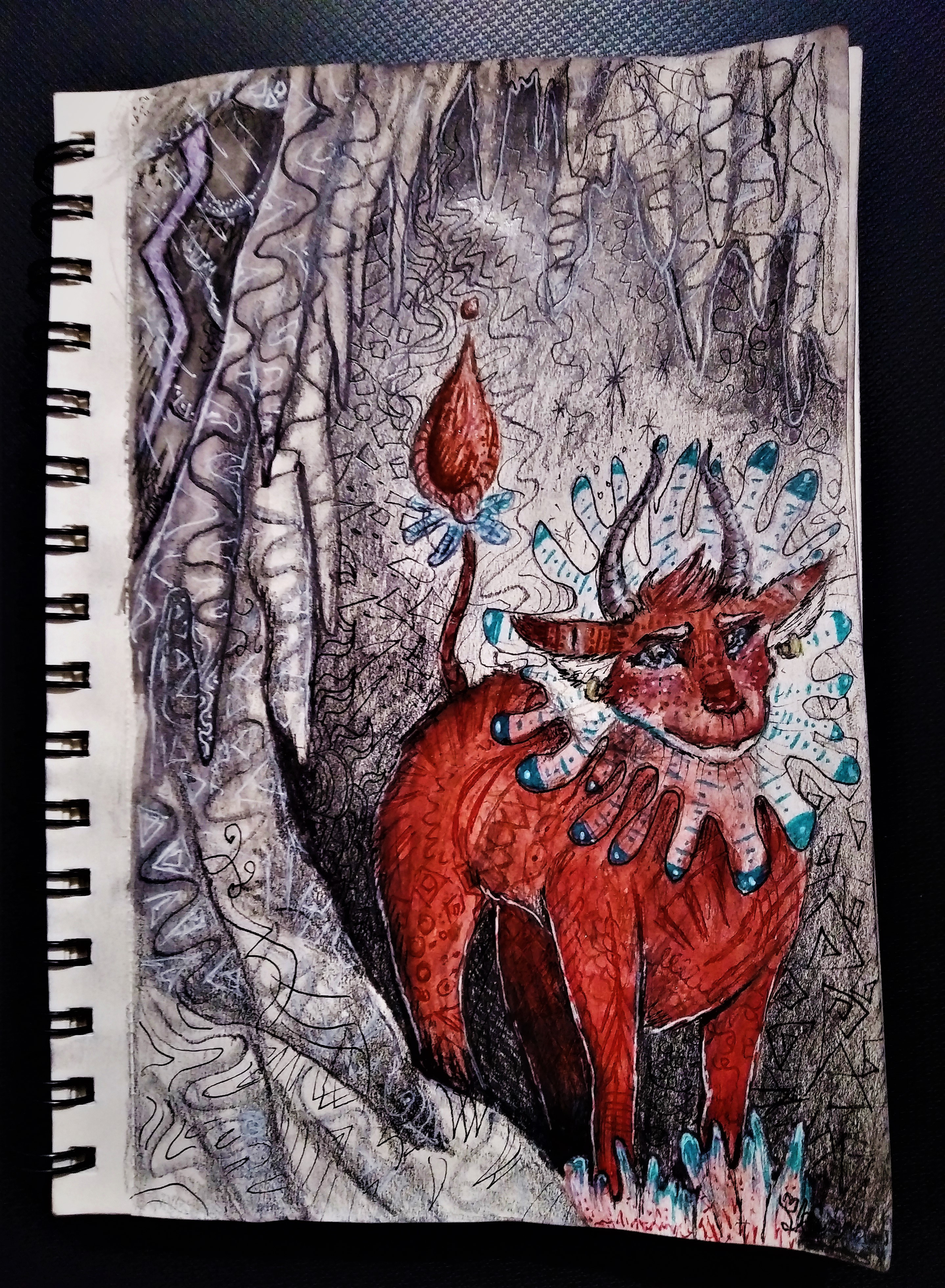
Aatxe

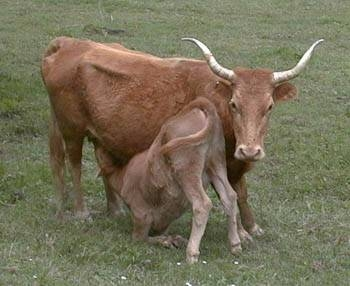
Une Betizu, race bovine du Pays basque.

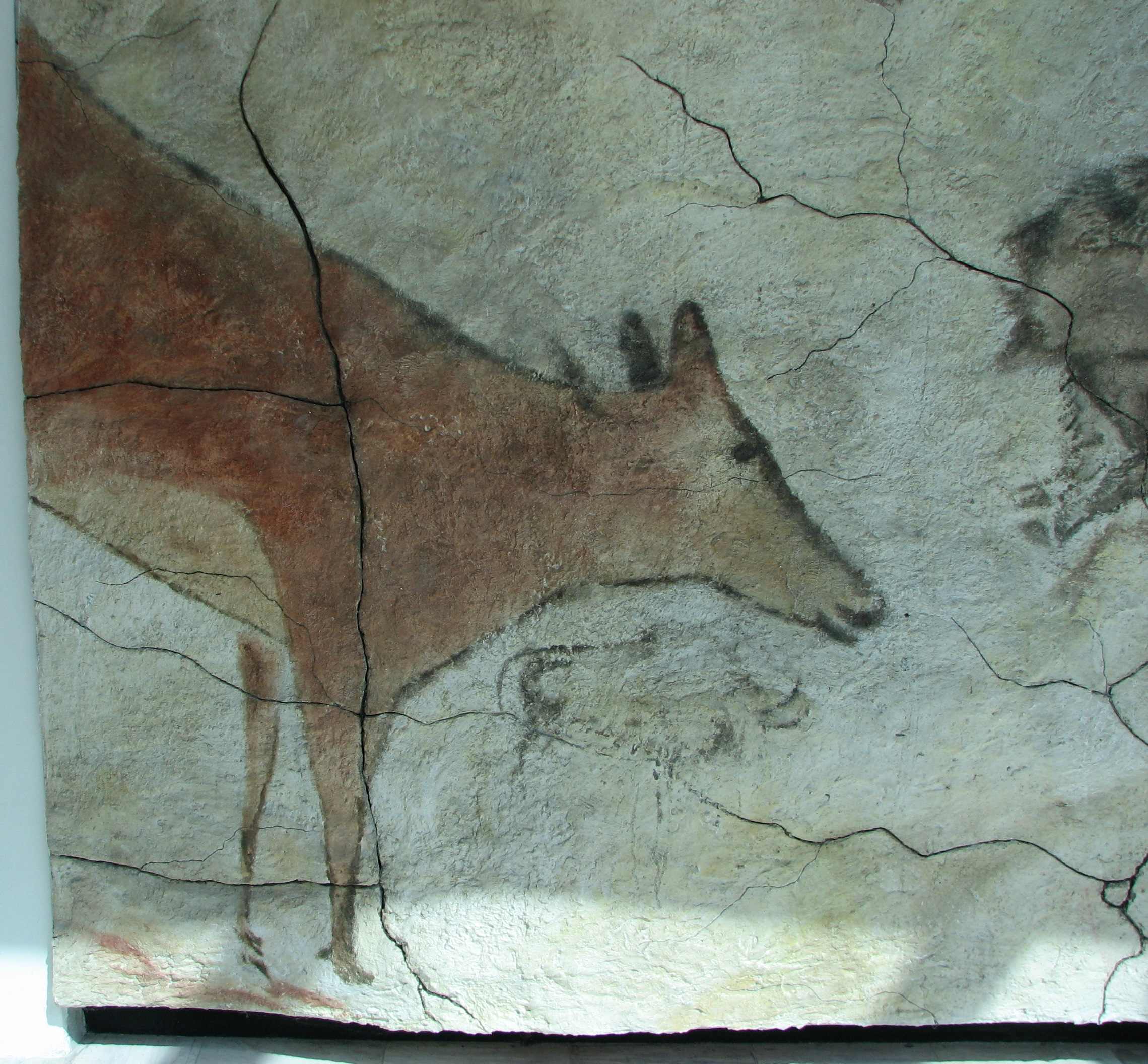
Une vache rouge, art rupestre dans la grotte d'Altamira.

Dans la mythologie basque, Behigorri ou Beigorri (« vache rouge » en basque) est une entité qui vit dans les grottes ou autres cavités souterraines. De récentes études ont démontré que ces entités ou génies, Behigorri, Laminak et Ihizi, sont souvent rattachés à des lieux où ont été représentés ces mêmes animaux par les hommes du Paléolithique,.
Son petit, Aatxe qui signifie veau en basque est aussi appelé Behigorri, Aatxegorri ou Aatexegorrila, Txaalgorri, Txalgorri ou Txahalgorri.

## Étymologie
Behigorri signifie « vache rouge » en basque (des mots Behi : vache et gorri : rouge). Aratxe, txahal, zekor, signifient « veau » en basque.
Aatxegorri ou « veau rouge » est un des nombreux génies de la mythologie basque. Selon les provinces, il est aussi nommé Aatxe, Ahatxe ou Beigorri. En tout état de cause il s'agit du même génie, vivant dans une grotte ou caverne.
Ce nom d'Aatxegorri est une contraction des mots aatxe et gorri qui est devenu un nom. S'il est suivi d'un qualificatif, celui-ci aura un suffixe. Ce qui donnera donc: aatxe gorria (le veau rouge). Taureau se dit zezen ([sséssène]) en basque.

## Influence culturelle
Une revue d'écologie féministe et de littérature porte le nom de cette protectrice des grottes où vit la déesse Mari, veillant à ce que personne n’y accède.
Behigorri est l’esprit qui protège les grottes où nos ancêtres du Paléolithique peignirent bovins et équins. Apparentée à Betizu, la vache sauvage qui vit encore aujourd’hui dans les montagnes basques, elle est une Ihizi, animal chassé à la Préhistoire et dont les représentations individualisées témoignent d’une cosmologie animiste, du mélange d’émerveillement et de crainte que ces compagnons nous inspiraient."

### Mari et Aatxe
Mari est le plus souvent considérée comme une divinité féminine, femme élégante aux pieds le plus souvent particuliers : pieds de chèvre, d’oiseaux, etc. Elle est polymorphe, ses animaux de prédilection sont le taureau, la vache, parfois le bouc, notamment sous l’influence de la sorcellerie. Ces images animales sont très fréquentes et des plus communes à la plupart des civilisations. On situe très souvent la demeure de Mari dans une grotte de la montagne Anboto dans le Guipuscoa, province basque située en Espagne.

### Coutumes païennes
À l'époque romaine, la pratique de la mythologie basque doit être généralisée et un fait, car comme il a été constaté dans les grottes d'Isturitz, de Goikolau, de Santimamiñe de Sagastigorri, de Covairada et de Solacueva, de nombreuses pièces de monnaie romaines. Selon la coutume à l'époque, on jetait de l'argent dans ces lieux pour s'assurer de la protection des génies des cavernes.

### Txaalgorri
Txaalgorri , Txalgorri ou Txahalgorri signifie « veau rouge ».
À Ataun, on entend dire fréquemment que dans certains gouffres et cavernes de la région, il y a des êtres surnaturels apparaissant sous la forme de txahalgorri / txaalgorri. On dit qu'il ne faut pas leurs lancer de cailloux, ni les jeter dans les gouffres d'Askaeta ou dans la grotte d'Usategi. Si jamais on le fait, il en sort un veau rouge menaçant.
On raconte qu'à l'époque où les jeunes bergers de la région de Murumendi se réunissaient les jours de fête dans la clairière d'Agaoz, pour s'amuser et danser au son de la musique rythmé par un tambour basque, trois d'entre eux lancèrent des pierres dans une grotte. Un Txahalgorri survint et les trois jeunes prirent leurs jambes à leurs cous. L'un d'eux mourut de fatigue au sommet d'Agaoz, l'autre dans le pré d'Aralegi, le troisième arriva à la maison d'Urrestarasu, il y mourut au bout de trois jours.
Le village de Camou possède une caverne (grotte d'Oltzibarre) étroitement liée à la légende de Txaalgorri, le jeune taureau rouge.

### Représentativité et lieux
Dans la mythologie basque, certains animaux sont d'une importance particulière. De nombreux génies adoptent diverses figures d'animaux, principalement des chevaux, taureaux, vaches, chèvres, boucs, moutons, agneaux, le porc ou bien le chien. Ils vivent habituellement dans des grottes du Pays basque. Souvent, ils prennent forme de révélation surnaturelle, de présages ou de divinité puissante (cf. Mari). Il faut préciser que la grotte est reliée à la maison symboliquement mais aussi dans les légendes par des chemins souterrains.
Il est à noter que Aatxe habite généralement dans des grottes (Laminazilo d'Isturitz, Lezia de Sare, Akelarre de Zugarramurdi, Aitzbitarte d'Errenteria, Bolikoba d'Abadiano, Santimamiñe de Kortezubi et Balzola de Dima), où sont dessinées des gravures et des peintures représentant des taureaux paléolithiques, bisons, chevaux, cerfs, chèvres, porcs, etc., ou lorsque le remplissage contient des matériaux archéologiques de l'époque.
Autrement dit, comme note Baradiaran, les dessins de la mythologie basque que l'on trouve dans des cavernes sont les mêmes que ceux qui apparaissent peints et gravés par les hommes de l'époque magdalénienne ou plus récemment sur les murs et les objets dans les différentes grottes du Pays basque.

## Sources et bibliographie
- José Miguel Barandiaran (trad. Olivier de Marliave, préf. Jean Haritschelhar, photogr. Claude Labat), Mythologie basque [« Mitología vasca »], Toulouse, E.S.P.E.R, coll. « Annales Pyrénéennes », 1989, 120 p. [détail des éditions] (ISBN 2907211056 et 9782907211055, OCLC 489680103)
- Claude Labat, Libre parcours dans la mythologie basque : avant qu'elle ne soit enfermée dans un parc d'attractions, Bayonne; Donostia, Lauburu ; Elkar, 2012, 345 p. (ISBN 9788415337485 et 8415337485, OCLC 795445010)
- Enciclopedia General Ilustrada del Pais Vasco, Historia General de Euskal Herria. Argitaletxea, Auñamendi, Zarautz 1978.
- Pequeño diccionario de mitologia vasca y pirenaica. Egilea Olivier de Marliave. Argitaletxea, Alejandria, Barcelone 1995.
- La primitiva religión de los vascos. Egilea José Dueso. Argitaletxea, Orain, 1996.  (ISBN 84-89077-56-8).
- Euskal Pentsamendu Magikoa, liburu I  Egilea Juan Garmendia Larrañaga. Agitaletxea Baroja, 1990.
- Euskal Pentsamendu Magikoa, Luburu II. Egilea Juan Garmendia Larrañaga. Argitaletxea Elkar, Saint-Sébastien 1994.